# Comté de McKean
Le comté de McKean est situé dans l’État de Pennsylvanie, aux États-Unis. Il compte 40 432 habitants en 2020. Son siège est le borough de Smethport. Le nom du comté est un hommage à Thomas McKean.

## Démographie
| Groupe            | Comté de McKean | Pennsylvanie | États-Unis |
| ----------------- | --------------- | ------------ | ---------- |
| Blancs            | 91.5            | 73,5         | 58         |
| Latino-Américains | 1.6             | 8,1          | 19         |
| Afro-Américains   | 2.1             | 10,5         | 12,1       |
| Asiatiques        | 0.5             | 3,4          | 6,2        |
| Métis             | 4               | 3,3          | 4,1        |
| Autres            | 0,2             | 0,4          | 0,5        |
| Amérindiens       | 0.3             | 0,1          | 0,9        |
| Océano-américains | 0.01            | 0,02         | 0,2        |
| Total             | 100             | 100          | 100        |